# Длоухи Ујезд
Длоухи Ујезд (чеш. Dlouhý Újezd) је насељено мјесто са административним статусом сеоске општине (чеш. obec) у округу Тахов, у Плзењском крају, Чешка Република.

## Становништво
Према подацима о броју становника из 2014. године насеље је имало 383 становника.